# إدي تشاندلر
إدي تشاندلر (بالإنجليزية: Eddy Chandler)‏ مواليد 12 مارس 1894 في آيوا، الولايات المتحدة - الوفاة 23 مارس 1948 في لوس أنجلوس، هو ممثل أمريكي بدأ مسيرته الفنية سنة 1916. امتدت مسيرته الفنية لأكثر من 31 عاما.

## الأعمال
- حدث ذات ليلة
- لا يمكنك أن تأخذها معك
- ذهب مع الريح

## روابط خارجية
- إدي تشاندلر على موقع IMDb (الإنجليزية)
- إدي تشاندلر على موقع ألو سيني (الفرنسية)
- إدي تشاندلر على موقع تيرنر كلاسيك موفيز (الإنجليزية)
- إدي تشاندلر على موقع أول موفي (الإنجليزية)
- إدي تشاندلر على موقع قاعدة بيانات الأفلام السويدية (السويدية)
- إدي تشاندلر على موقع قاعدة بيانات الفيلم (الإنجليزية)